# Premis Ortega y Gasset
Els Premis Ortega y Gasset foren creats l'any 1984 pel diari El País en memòria del pensador i periodista espanyol José Ortega y Gasset.
 S'atorguen als millors treballs publicats en mitjans de comunicació en castellà de tot el món, primant la defensa de les llibertats, la independència, el rigor, la curiositat i la passió dels qui l'exerceixen, com a valors essencials del periodisme.
El jurat dels premis està format per personalitats rellevants del sector de la comunicació i de la Vida econòmica, social i cultural. Cadascun dels premis està dotat amb 15.000 € i amb un aiguafort commemoratiu, obra de l'artista donostiarra Eduardo Chillida.

## Guardonats
1984
- Oscar Raúl Cardoso, Ricardo Kirschbaum, i Eduardo van der Kooy

1985
- Joaquín García Cruz i José Luis Salanova Fernández, de La Verdad

1986
- Jordi Bordas i Eduardo Martín de Pozuelo, de l'equip d'investigació de La Vanguardia

1987
- Rafael Cid (rebutjat posteriorment), Miguel Ángel Liso i José Díaz Herrera, de Cambio 16

1988
- Periodisme imprès: El Espectador
- Periodisme gràfic: Ángel Martínez Colina

1989
- Periodisme imprès: María José Sáez
- Periodisme gràfic: Luis Manuel Fernández
- Ràdio: Juan Carlos Rincón, Germán Díaz, Ricardo Esteban, José Domingo Bernal i Wiliam Calderón
- Televisió: Jaume Vilalta i Miquel García Horcajo, de TV3

1990
- Periodisme imprès: José Antonio Pérez, Alfonso Freire, Benito Leiro i Elisa Lois d'El Correo Gallego
- Periodisme gràfic: Juantxu Rodríguez
- Ràdio: Iñaki Gabilondo pel programa Hoy por hoy
- Televisió: equip de TV3, dirigit per Jordi Muixí, pel resum de la dècada

1991
- Periodisme imprès: Josep Pernau
- Periodisme gràfic: José Luis Pérez

1992
- Periodisme imprès: Manu Leguineche
- Periodisme gràfic: Pere Tordera

1993
- Periodisme imprès: Andrés Oppenheimer
- Periodisme gràfic: Manuel Pérez Barriopedro

1994
- Periodisme imprès: La Nueva España
- Periodisme gràfic: Ricardo Dávila

1995
- Periodisme imprès: José María Irujo i Jesús Mendoza
- Periodisme gràfic: Carles Ribas

1996
- Periodisme imprès: Francisco Artaza i Alejandra Matus, del diari La Nación
- Periodisme gràfic: Emilio Zazu

1997
- Periodisme imprès: Miguel Ángel Ordóñez
- Periodisme gràfic: Pablo Otín

1998
- Periodisme imprès: La Opinión-El Correo de Zamora
- Periodisme gràfic: José Luis Roca

1999
- Millor tasca informativa: delegació d'El País a Brussel·les, formada pels periodistes Xavier Vidal-Folch i Walter Oppenheimer
- Millor article d'opinió: Mario Vargas Llosa
- Millor treball d'investigació: Miguel Frau Rovira
- Periodisme gràfic: Enric Martí

2000
- Millor tasca informativa: Ernesto Ekaizer
- Millor article d'opinió: Fernando Savater
- Millor treball d'investigació: John Carlin
- Periodisme gràfic: Xulio Villarino

2001
- Periodisme imprès: José Vales i l'equip d'investigació del diari mexicà Reforma
- Periodisme gràfic: Gorka Lejarcegi
- Trajectòria professional: El Comercio

2002
- Millor tasca informativa: El Nuevo Herald de Miami
- Millor reportatge: Ángeles Espinosa
- Periodisme gràfic: Andrés Carrasco Ragel

2003
- Millor tasca informativa: Als periodistes espanyols destacats a la guerra de l'Iraq, amb caràcter excepcional
- Millor article d'opinió: Roberto Pombo
- Periodisme gràfic: Xurxo Lobato

2004
- Millor tasca informativa: El Nuevo Día de Puerto Rico
- Millor reportatge: Bru Rovira
- Periodisme gràfic: Sergio Pérez Sanz

2005
- Millor tasca informativa: Leticia Álvarez i Rosana Lanero
- Millor treball d'investigació: Giannina Segnini, Ernesto Rivera y Mauricio Herrera
- Periodisme gràfic: Pablo Torres

2006
- Periodisme imprès: Matías Vallés, Felipe Armendáriz i Marisa Goñi, periodistes del Diario de Mallorca
- Millor tasca informativa: Sandra Balsells
- Periodisme gràfic: Sergio Caro
- Trajectòria professional: Família Lozano, fundadora de La Opinión de Los Angeles

2007
- Periodisme imprès: Roberto Navia
- Periodisme digital: BBC Mundo
- Periodisme gràfic: Desirée Martín Peraza
- Trajectòria professional: Raúl Rivero

2008
- Periodisme imprès: Sanjuana Martínez
- Periodisme digital: Yoani Sánchez
- Periodisme gràfic: Gervasio Sánchez
- Trajectòria professional: Zeta

2009
- Periodisme imprès: Jorge Martínez Reverte
- Periodisme digital: Amaya García Ortiz de Jocano
- Periodisme gràfic: Adolfo Suárez Illana
- Trajectòria professional: Tomás Eloy Martínez

2010
- Periodisme imprès: El País
- Periodisme digital: Judith Torrea
- Periodisme gràfic: José Cendón
- Trajectòria professional: Jean Daniel

2011
- Periodisme imprès: Octavio Enríquez
- Periodisme digital: Carlos Martínez D'Abuisson
- Periodisme gràfic: Cristóbal Manuel Sánchez Rodríguez
- Trajectòria professional: Moisés Naím

2012
- Periodisme imprès: Humberto Padgett
- Periodisme digital: Carmela Ríos
- Periodisme gràfic: Carlos Jacobo Méndez
- Trajectòria professional: Harold Evans

2013
- Periodisme imprès: Alberto Salcedo Ramos
- Periodisme digital: Juan Ramón Robles
- Periodisme gràfic: Emilio Morenatti
- Trajectòria professional: Jesús de la Serna

2014
- Periodisme imprès: Pablo Ferri Tórtola, Alejandra Sánchez Inzunza i José Luis Pardo
- Periodisme digital: Álvaro de Cózar, Mónica Ceberio, Cristina Pop, Luis Almodóvar, Álvaro de la Rúa, Paula Casado, Fernando Hernández, Ana Fernández, Rubén Gil, José María Ocaña, Gorka Lejarcegi, Gema García i Mariano Zafra
- Periodisme gràfic: Pedro Armestre
- Trajectòria professional: Alan Rusbridger

2015
- Periodisme imprès: Pedro Simón i Alberto Di Lolli
- Periodisme digital: Gerardo Reyes
- Periodisme gràfic: José Palazón
- Trajectòria professional: Teodoro Petkoff[18]